# El Ateneo Grand Splendid
34°35′46″ пд. ш. 58°23′39″ зх. д. / 34.59611111° пд. ш. 58.39416667° зх. д.
El Ateneo Grand Splendid — одна з найвідоміших книгарень столиці Аргентини Буенос-Айреса. Розташована на вулиці Avenida Santa Fe, 1860, в районі Реколета. За оцінкою британської газети «Guardian», «El Ateneo Grand Splendid» є однією з найгарніших книгарень у світі

## Історія
Будівля була спроектована як приміщення для театру архітектором Перо і Торрес Арменгол. Оздоблення інтер'єру присвячене закінченню Першої світової війни. Відкриття театру відбулося у травні 1919 року. У кінці 1920-х років театр було перепрофільовано в кінотеатр, а 2000 року тут було облаштовано книгарню книготоргової мережі Ateneo.
Театр уміщав 1050 відвідувачів, тут виступали такі відомі актори, як Карлос Гардель, Франсіско Канаро, Роберто Фірпо, Ігнасіо Корсіні та ін. 1924 року в приміщенні театру відкрилася радіостанція «Radio Splendid», яка записувала на місці концерти. Після перетворення театру в кінотеатр тут демонструвалися перші звукові фільми аргентинського кінематографу.
2000 року пройшла реконструкція будівлі під орудою архітектора Фернандо Мансоне, після якої тут відкрилася книгарня. Замість крісел в колишньому кінозалі було розміщено книжкові полиці. В колишніх ложах відвідувачі книгарні можуть посидіти в кріслах та погортати вподобані книжки. На колишній сцені облаштовано кав'ярню. Оздоблення театру, зокрема фрески на стелі італійського художника Назарено Орланді, дерев'яне різьблення, червона завіса та театральне освітлення збережені в первісному вигляді. Незважаючи на реконструкцію, в ході якої було вбудовано ескалатори, що ведуть з першого на другий поверх, у будівлі збереглася атмосфера театру.

## Галерея

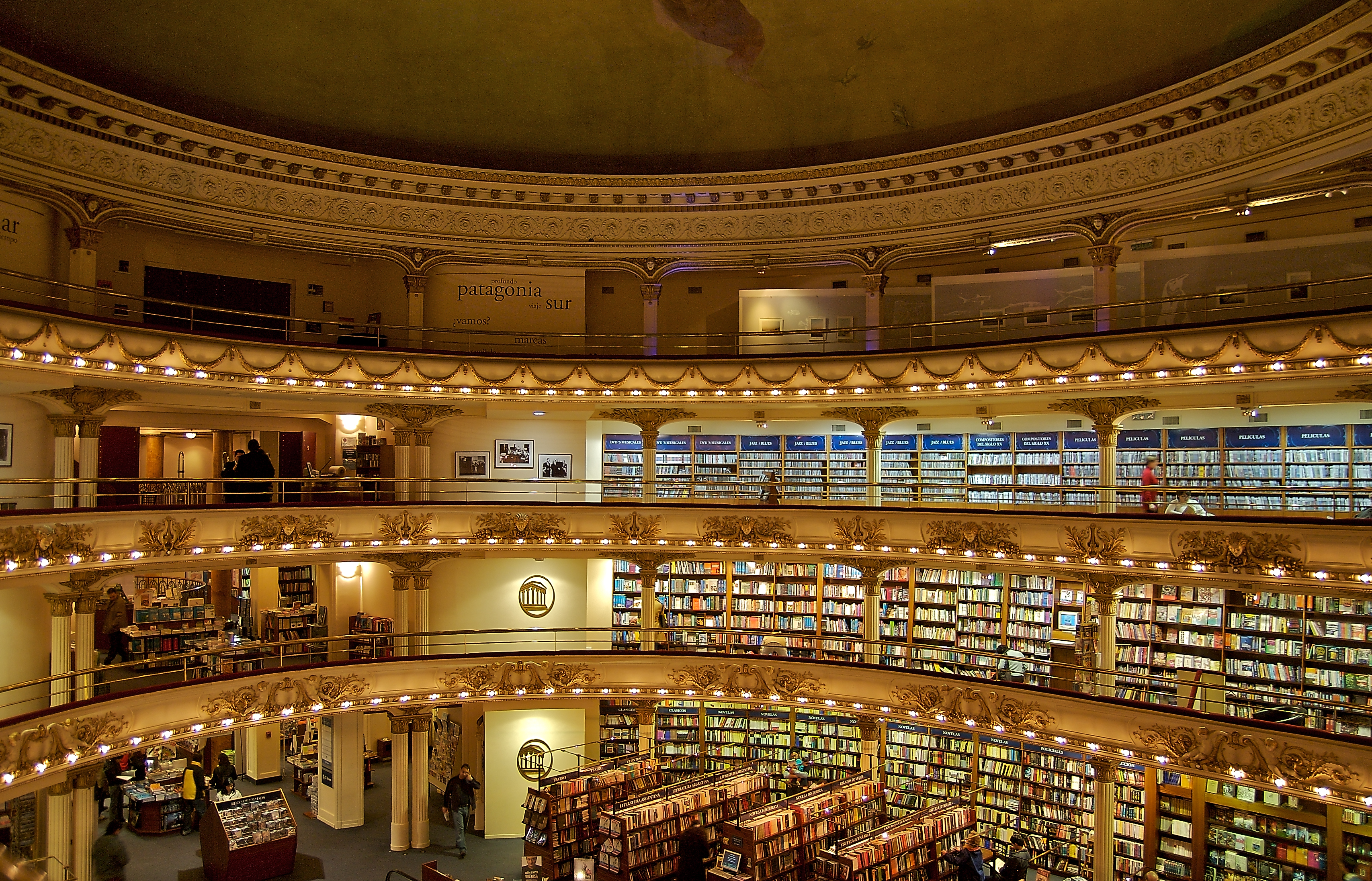
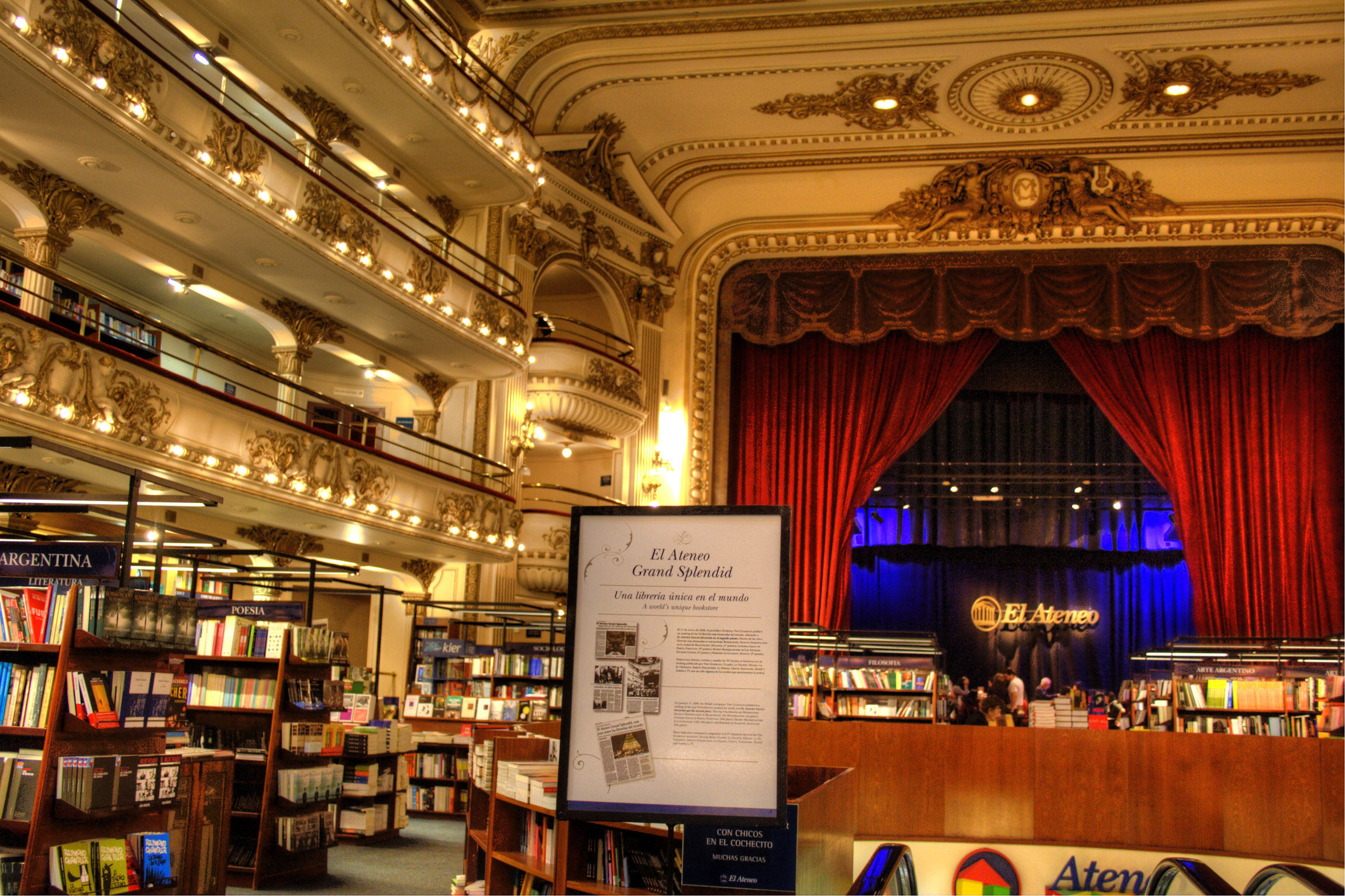
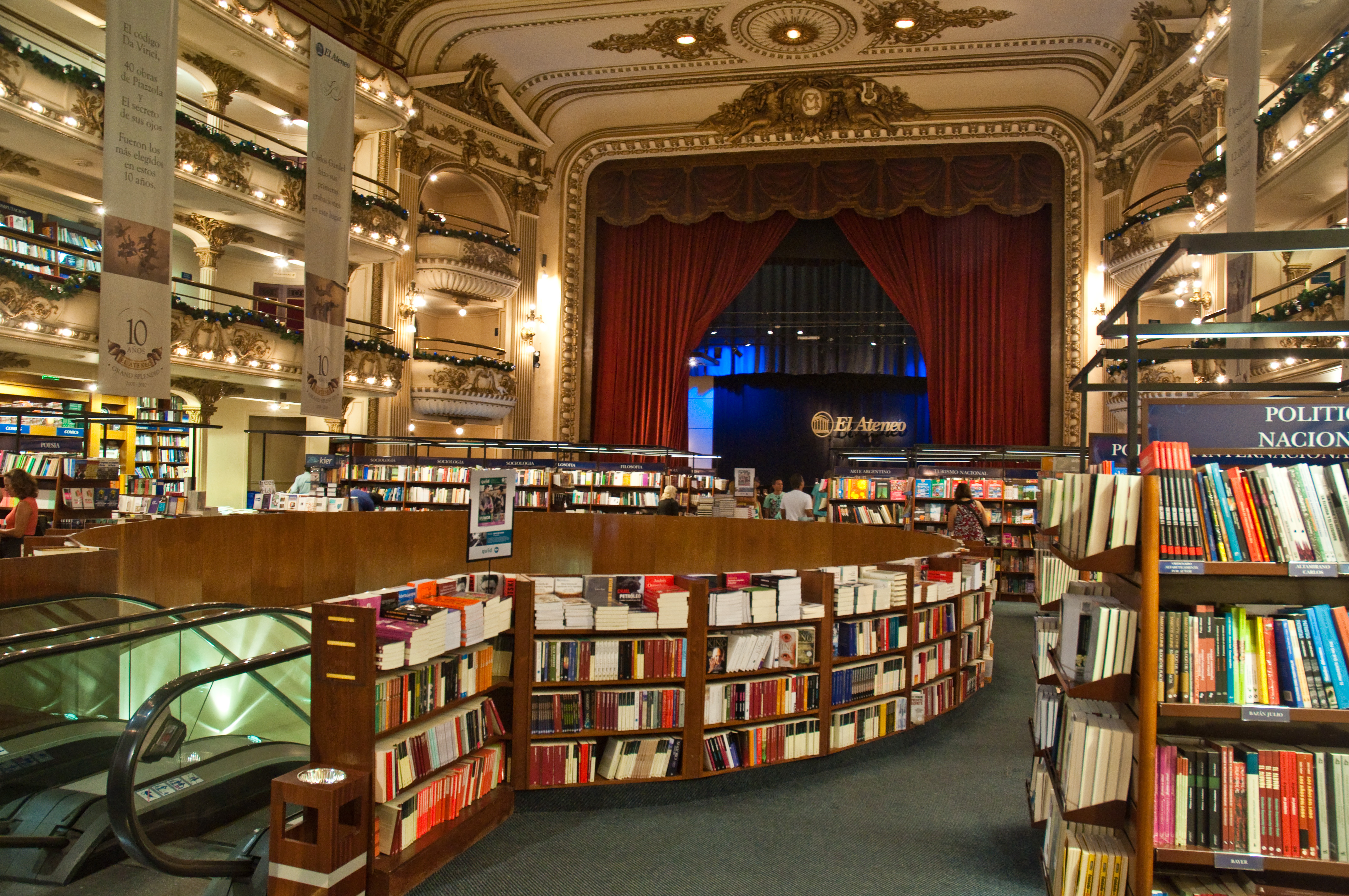
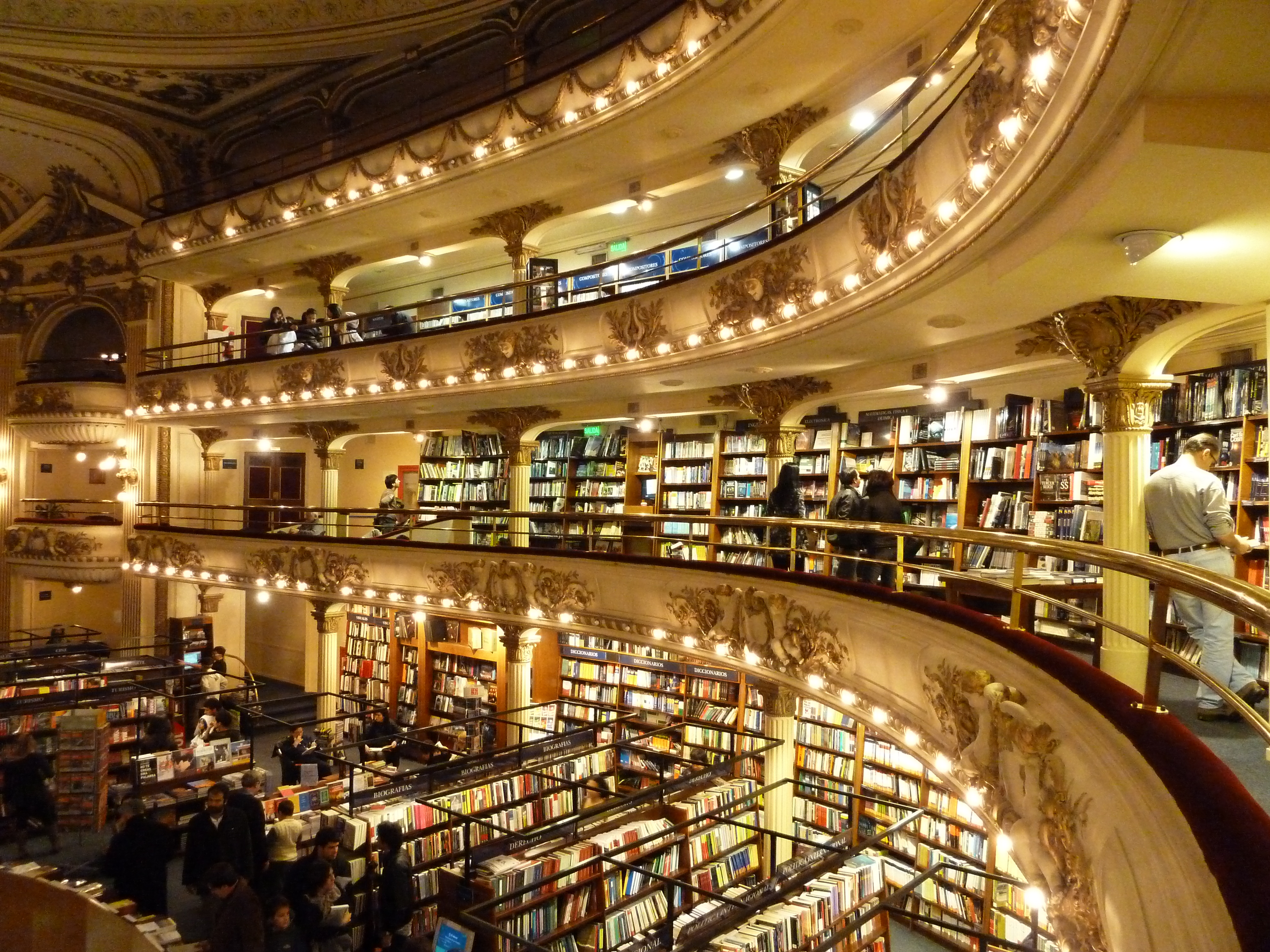
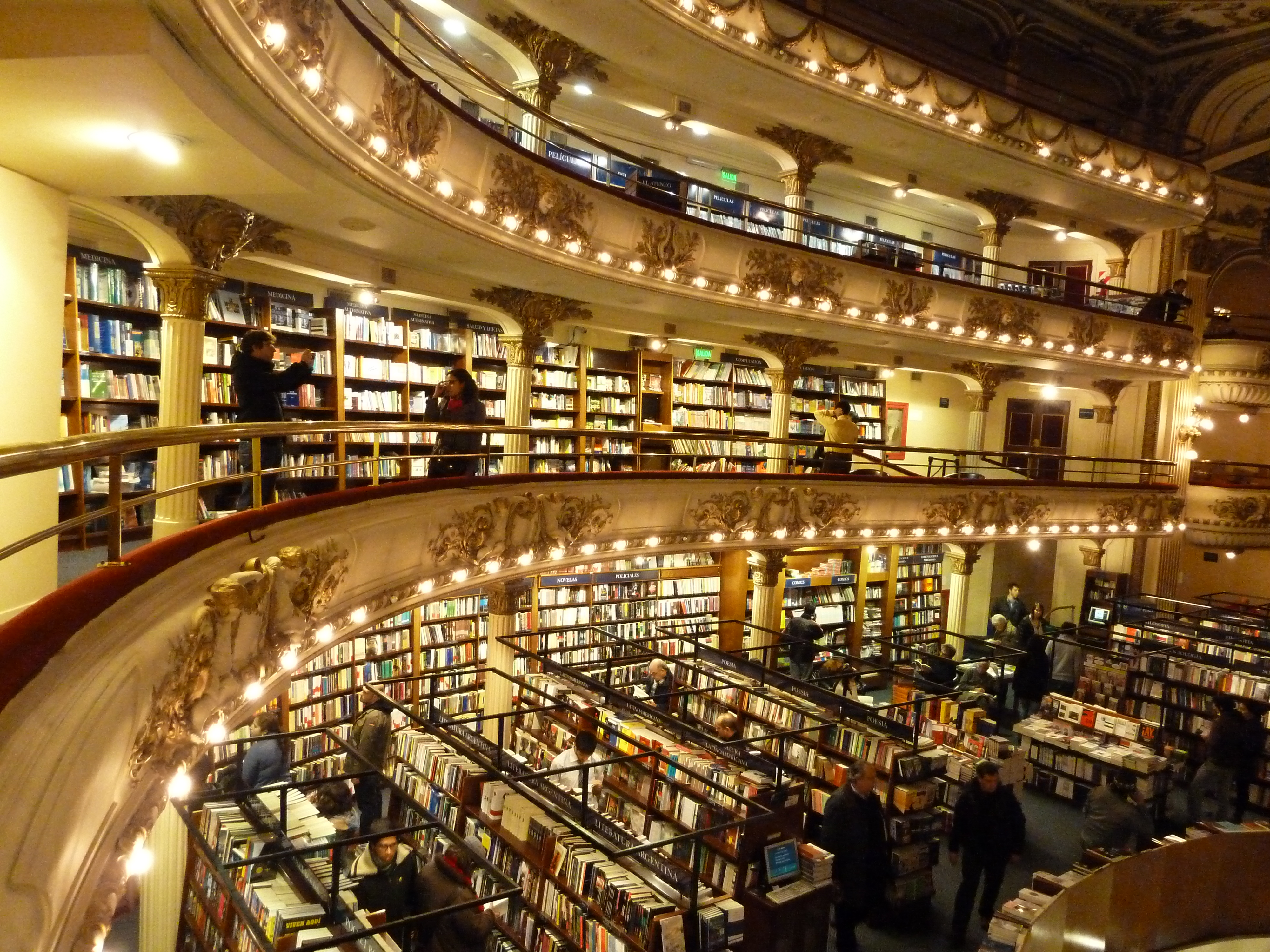
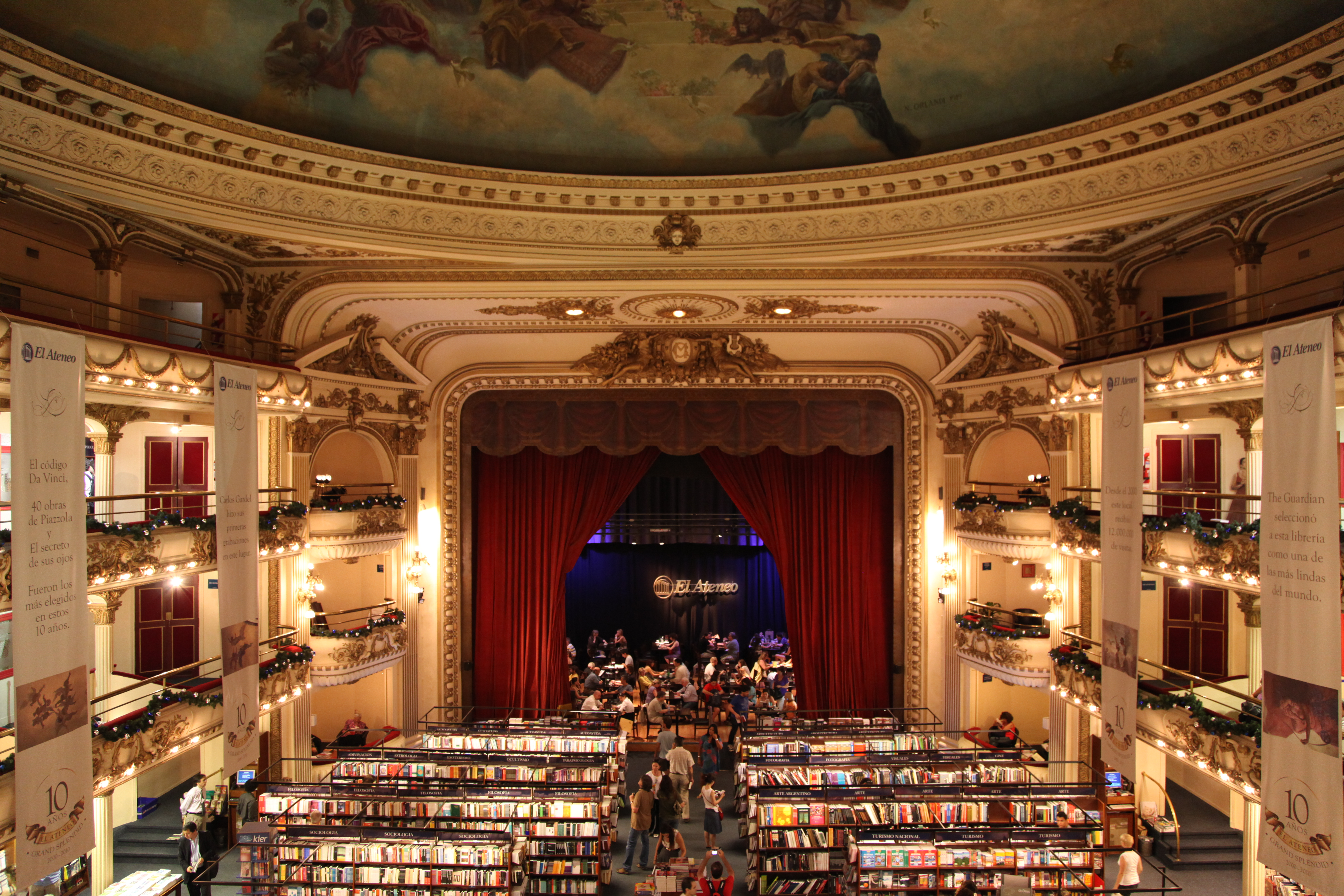
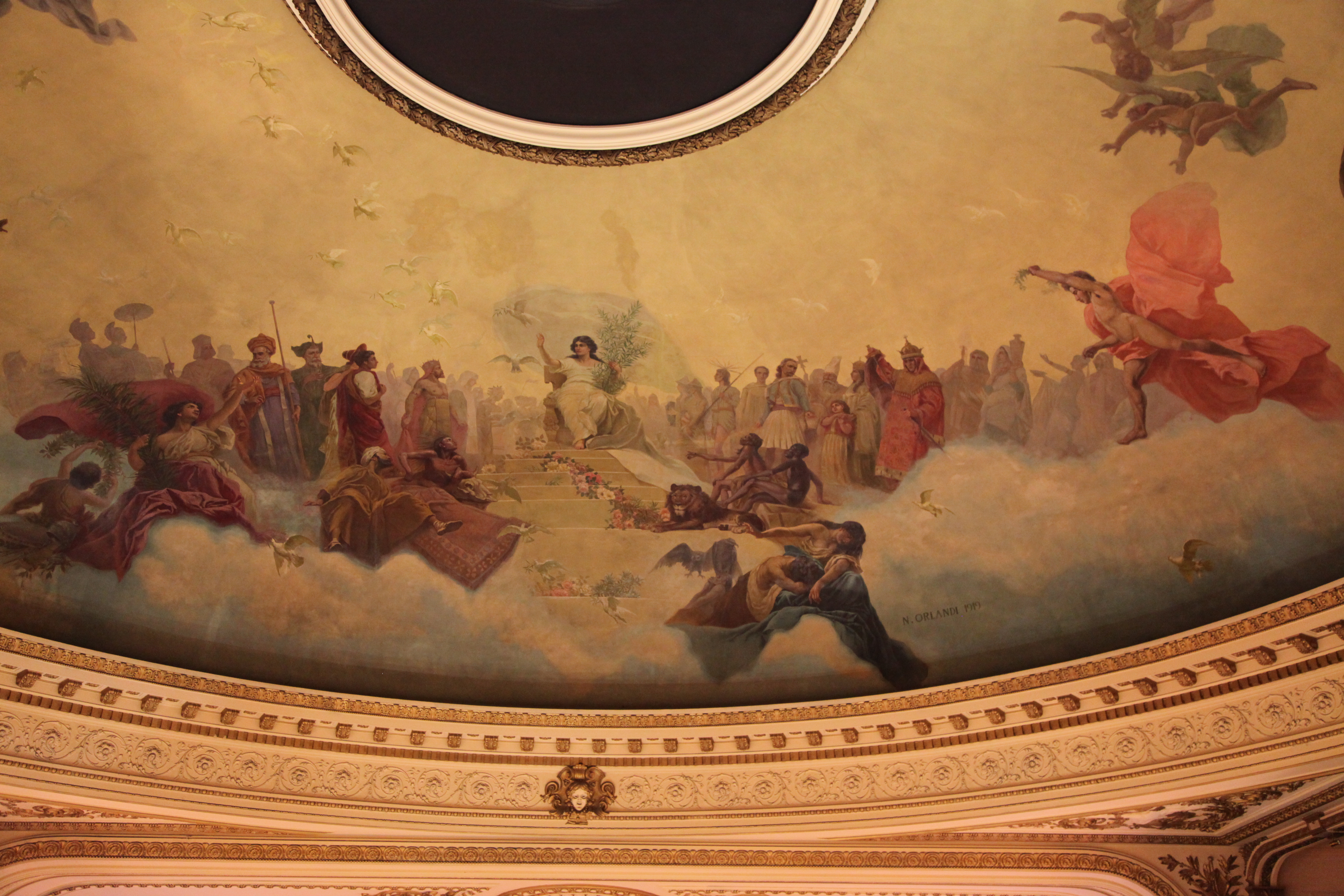